# René Guénot
Pour les articles homonymes, voir Guenot.
René Guénot, né le 8 novembre 1890 à Saint-Boil et mort le 6 mai 1965 à Gap,, est un coureur cycliste français. Il a notamment remporté le Tour de France des Indépendants 1910.

## Biographie
En 1910, René Guénot remporte quatre étapes et le classement général du Tour de France des indépendants. Deux ans plus tard, il termine second de Luxembourg-Nancy. Il prend ensuite le départ du Tour de France en 1913, avec l'équipe JB Louvet-Continental. En 1914, il s'impose notamment sur l'épreuve Marseille-Lyon.
Il meurt le 6 mai 1965 à Gap, alors qu'il est âgé de 74 ans.

## Palmarès et résultats

### Palmarès par année
- 1910
  - Paris-Fontainebleau[3]
  - Tour de France des indépendants :
    - Classement général
    - 1re, 4e, 8e, 12e étapes

  - Nice-Marseille[3]
  - 2e de Paris-Amboise
  - 2e de Paris-Roubaix indépendants
- 1911
  - Paris-Roubaix indépendants
  - Dijon-Gray[3]
  - Vichy-Nevers-Vichy[3]
- 1912
  - Paris-Gien[3]
  - Paris-Le Havre[3]
  - 2e de Luxembourg-Nancy
- 1913
  - Mâcon-Chalon-Mâcon[3]
  - Circuit de l'Auxois[3]
- 1914
  - Paris-Lyon[3]
  - Marseille-Lyon
  - GP Sporting

### Résultats sur le Tour de France
1 participation
- 1913 : abandon (6e étape)